# Ongelijk verdrag

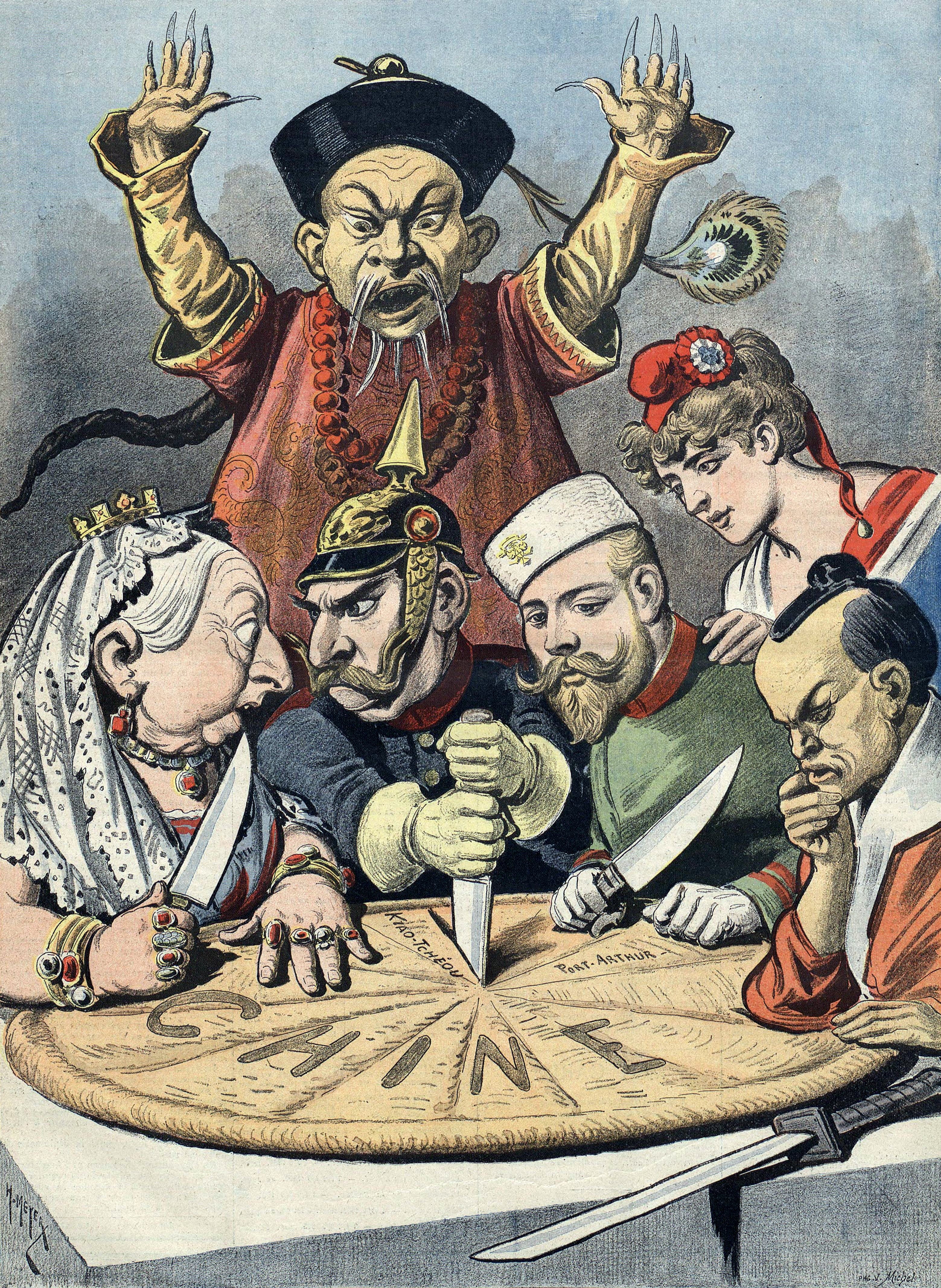
Karikatuur die de rivaliteit om het bezit van China weergeeft. De afgebeelde grootmachten zijn Engeland (Victoria), Duitsland (Wilhelm II), Rusland (Nicolaas II), Frankrijk (Marianne) en Japan (een samoerai).

Ongelijk verdrag is de naam die de Chinezen in de jaren 1920 hebben gegeven aan verdragen die China tussen medio 19e en begin 20e eeuw onder dwang afsloot met andere landen, waaronder het Verenigd Koninkrijk, Frankrijk en Rusland. De overeenkomsten bevatten eenzijdige voorwaarden die China onder meer verplichtten land af te staan, herstelbetalingen te doen, verdragshavens te openen en afstand te doen van de jurisprudentie over buitenlandse burgers. 
Na de opkomst van het Chinese nationalisme en anti-imperialisme in de jaren 1920, gebruikten zowel de Kwomintang als de Communistische Partij van China de term "ongelijk verdrag" om de situatie te karakteriseren waarin China vernederd werd door grote inbreuken  op zijn soevereiniteit. De term speelde een voorname rol in partijpropaganda en kreeg een centrale plaats in het Chinese collectieve geheugen. China introduceerde de term in de internationale politiek waar het de verdragen ter discussie stelde.
De term is gaandeweg internationaal gemeengoed geworden en wordt ook gebruikt voor verdragen die in dezelfde periode werden opgelegd aan andere, voornamelijk Aziatische landen.

## Oorsprong van de term
Het concept van "ongelijk verdrag" (ook aangeduid als onrechtvaardig, onbillijk, opgelegd, gedwongen of afgedwongen verdrag) werd in de context van internationaal recht in 1625 geïntroduceerd door Hugo de Groot in zijn boek De iure belli ac pacis. In zijn definitie impliceerden ongelijke verdragen vooral ongelijke verplichtingen. Andere vroege rechtsgeleerden als Christian von Wolff, Samuel von Pufendorf en Emer de Vattel kwamen tot een met De Groot vergelijkbare theoretische uitwerking toen ze ongelijke verdragen definieerden.

## Gebruik van de term door China

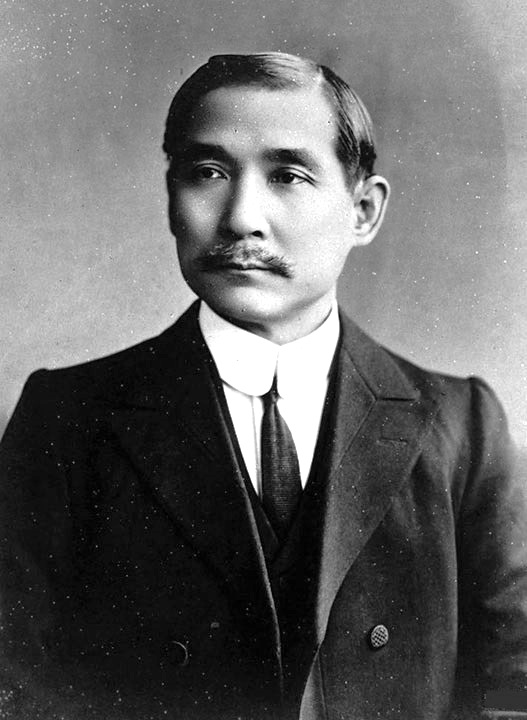
Sun Yat-sen, leider van de Chinese Kwomintang-partij, die als eerste de term bùpíngděng tiáoyuē (ongelijk verdrag) gebruikte.

Aan het begin van de 20e eeuw was China vrijwel onbestuurbaar geworden als gevolg van het grote aantal verdragen waartoe het land was gedwongen. De meeste van die overeenkomsten zijn capitulatieverdragen waarin sprake is van overdracht van jurisprudentie. Omdat de definitie van ongelijk verdrag niet erg strikt is, worden door sommigen ook andersoortige overeenkomsten meegeteld en loopt het totaal aantal overeenkomsten dat geclaimd wordt als afgedwongen verdrag uiteen van circa 500 tot meer dan 1000.
De term bùpíngděng tiáoyuē (ongelijk verdrag) werd in China voor het eerst gebruikt door Sun Yat-sen. In 1924 bracht zijn politieke partij Kwomintang een manifest uit waarin de term een centrale plaats innam. Onder het motto 'gelijkheid' riep het manifest de bevolking op zich achter de partij te verenigen. Gelijkheid werd zowel geëist in binnenlandse aangelegenheden (eerlijke verdeling van land) als in internationale relaties (gelijke verdragen). In het manifest stelde de partij als haar eerste doel: "alle ongelijke verdragen moeten worden afgeschaft". Mao Zedong en zijn Communistische Partij van China, de andere beweging die ijverde voor herstel van de Chinese soevereiniteit, namen de term over in 1925.
De uitdrukking bùpíngděng tiáoyuē werd eindeloos herhaald in partijpropaganda van de Kwomintang en werd verbonden met concepten als dreiging, slavernij, en de ellende die China was aangedaan door het imperialisme. De Communistische Partij koppelde de term ongelijk verdrag ook aan ernstige waarschuwingen voor nationale onderwerping en raciale uitsterving, en bracht het in verband met verzet tegen de bezetter en het redden het land. Door de voortdurende herhaling en de emotionele lading heeft de term bùpíngděng tiáoyuē een centrale plaats gekregen in het Chinese collectieve geheugen. Meer dan een halve eeuw later, toen het afschaffen van de meeste verdragen werd herdacht, zou blijken dat de emotionele lading van de term nog steeds niet aan kracht had ingeboet.
De Chinese regering zorgde er eind jaren 1920 voor dat 'ongelijk verdrag' een terugkerend onderwerp werd in de internationale politiek. De verdragsbesprekingen hadden zich al jaren voortgesleept, zowel in officiële bijeenkomsten van de Volkenbond en het Permanent Hof van Internationale Justitie als in ad hoc multilaterale conferenties. Tot dan toe had China vergeefs geprobeerd een aanpassing van de verdragen te bereiken door een beroep te doen op artikel 19 van het convenant van de Volkenbond. In dat artikel kan aan leden worden geadviseerd verdragen te herzien als de toepassing ervan onmogelijk is of de wereldvrede in gevaar kan brengen. Dat China de focus verschoof naar de ongelijkheid van de verdragen – die daarmee ongeldig zouden zijn – opende een nieuwe fase in de besprekingen.
Onder invloed van het voortdurende beroep op de theorie van ongelijke verdragen, werd de term 'ongelijk verdrag' gemeengoed in de historiografie over de verdragen; niet alleen bij Chinese auteurs, maar ook bij hun westerse collega's. Chinese schrijvers publiceerden essays in het Engels waarin ze pleitten voor afschaffing van de ongelijke verdragen en ook journalisten gingen de term gebruiken. Daardoor werd de publieke opinie in de Verenigde Staten en het Verenigd Koninkrijk beïnvloed, wat er bijvoorbeeld in de Verenigde Staten toe leidde dat de verdragen steeds meer gezien werden als een anachronisme dat afgeschaft moest worden.
Het duurde tot na de Tweede Wereldoorlog voor de ongelijke verdragen werden afgeschaft. Dat gebeurde vooral omdat de westerse mogendheden verwachtten dat een zelfstandig en onafhankelijk China zou zorgen voor tegenwicht tegen Japan en daarmee voor stabiliteit in de regio. Er waren uitzonderingen: met betrekking tot Hongkong en Macau bleven gedwongen verdragen van kracht. In beide gevallen zijn overgangsregelingen getroffen, die geleid hebben tot soevereiniteitsoverdracht aan China op respectievelijk 1 juli 1997 en 20 december 1999.
In navolging van de Chinezen wordt de uitdrukking ook gebruikt door onder meer Japanners en Koreanen om te verwijzen naar verdragen die resulteerden in verlies van hun soevereiniteit.

## Lijst van ongelijke verdragen
Onderstaand een lijst met ongelijke verdragen. De lijst is niet volledig en bevat slechts een aantal van de belangrijkste verdragen. 
| Gesloten met China                        | Gesloten met China | Gesloten met China | Gesloten met China                                                                                        |
| Verdrag                                   | Verdrag            | Jaar               | Opgesteld door                                                                                            |
| Nederlandse naam                          | Chinese naam       | Jaar               | Opgesteld door                                                                                            |
| ----------------------------------------- | ------------------ | ------------------ | --- |
| Verdrag van Nanking                       | 南京條約           | 1842               | Verenigd Koninkrijk                                                                                       |
| Verdrag van Bogue                         | 虎門條約           | 1843               | Verenigd Koninkrijk                                                                                       |
| Verdrag van Wanghia                       | 中美望廈條約       | 1844               | Verenigde Staten                                                                                          |
| Verdrag van Whampoa                       | 黃埔條約           | 1844               | Frankrijk                                                                                                 |
| Verdrag van Aigun                         | 璦琿條約           | 1858               | Rusland                                                                                                   |
| Verdrag van Tianjin                       | 天津條約           | 1858               | Frankrijk, Verenigd Koninkrijk, Rusland, Verenigde Staten                                                 |
| Conventie van Peking                      | 北京條約           | 1860               | Verenigd Koninkrijk, Frankrijk, Rusland                                                                   |
| Verdrag van Tientsin                      |                    | 1861               | Pruisen, Zollverein                                                                                       |
| Chefooconventie                           | 煙台條約           | 1876               | Verenigd Koninkrijk                                                                                       |
| Verdrag van Sint-Petersburg (1881)        | 伊犁條約           | 1881               | Rusland                                                                                                   |
| Sino-Portuguese verdrag van Peking        | 中葡北京條約       | 1887               | Portugal                                                                                                  |
| Verdrag van Shimonoseki                   | 馬關條約           | 1895               | Japan |
| Li-Lobanov verdrag                        | 中俄密约           | 1896               | Rusland                                                                                                   |
| Conventie voor de overdracht van Hongkong | 展拓香港界址專條   | 1898               | Verenigd Koninkrijk                                                                                       |
| Bokserprotocol                            | 辛丑條約           | 1901               | V.K., U.S., Japan, Rusland, Frankrijk, Duitsland, Italië, Oostenrijk-Hongarije, België, Spanje, Nederland |
| Eenentwintig voorwaarden                  | 二十一條           | 1915               | Japan |
| Gesloten met Japan                        |                    |                    | |
| Verdrag                                   | Verdrag            | Jaar               | Opgesteld door                                                                                            |
| Nederlandse naam                          | Japanse naam       | Jaar               | Opgesteld door                                                                                            |
| Conventie van Kanagawa                    | 日米和親条約       | 1854               | Verenigde Staten                                                                                          |
| Anglo-Japanse Vriendschapsverdrag         | 日英和親条約       | 1854               | Verenigd Koninkrijk                                                                                       |
| Anseiverdragen                            | 安政条約           | 1858               | Verenigde Staten, Verenigd Koninkrijk, Rusland, Nederland, Frankrijk                                      |
| Harrisverdrag                             | 日米修好通商条約   | 1858               | Verenigde Staten                                                                                          |
| Anglo-Japanse verdrag van Amity en Handel | 日英修好通商条約   | 1858               | Verenigd Koninkrijk                                                                                       |
| Gesloten met Korea                        |                    |                    | |
| Verdrag                                   | Verdrag            | Jaar               | Opgesteld door                                                                                            |
| Nederlandse naam                          | Koreaanse naam     | Jaar               | Opgesteld door                                                                                            |
| Verdrag van Kanghwa                       | 강화도 조약        | 1876               | Japan |
| Chemulpoverdrag                           | 조미수호통상조약   | 1882               | Verenigde Staten                                                                                          |
| Eulsaverdrag                              | 을사조약           | 1905               | Japan |
| Japan-Korea Annexatieverdrag              | 한일 병합 조약     | 1910               | Japan |